# Canon de 120 mm 2B16
Le 2B16 Nona-K est une pièce d'artillerie de type mortier conçue en URSS. La pièce d'artillerie est construite par Motovilikha Plants à Perm.

## Développement
Le 2B16 a été construit à la suite des bons retours d’expérience du canon/mortier automoteur 2S9 équipé du canon 2A51 de 120 mm en Afghanistan. Il a donc été décidé de créer un nouveau système d'artillerie utilisant ce calibre pour fournir une plus grande flexibilité et mobilité aux unités d'artillerie. L'usine de construction de machines de Perm était chargée du développement et de la production du 2B16. Comme il devait réutiliser les mêmes composants que le 2S9 la phase de conception a été très rapide, les premiers prototypes ont été envoyés au stand d'essais en 1984 et la production a commencé en 1986. Cependant à la suite de la chute de l'Union Soviétique la production fut assez limité et pas plus de 200 canons furent produits, la Russie a hérité de la grande majorité des 2B16 mais quelques-uns étaient stationnés en Ukraine.

## Caractéristiques
Le 2B16 est un canon/mortier de 120 mm de 24.2 calibres (environ 2,9 m). Il est construit sur la base du canon 2A51 auquel on a rajouté un charriot à roues pour pouvoir être remorqué. Contrairement au canon automoteur de base, le Nona-K remorqué est équipé d'un frein de bouche à plusieurs chambres. Ce frein de bouche permettrait de compenser le recul de l'arme d'environ 30%. 
Un de ses principaux avantages et d'être léger et petit, sa masse n'étant que de 1,2 t cela lui permet d'être transporté par presque tous les types de véhicules. Cela augmente considérablement la mobilité et la flexibilité de l'arme lui permettant d'être utilisé avec des moyens limités.
Deux obus ont été développés spécialement pour ce type d'arme, les obus à fragmentation hautement explosif OF-49 et OF-51. L'OF-49 est composé d'acier et contient 4,9 kg d'explosif A-IX-2 (en) tandis que le OF-51 est fait en fonte et contient 3,8 kg d'A-IX-2 (en). Selon les opérateurs ces obus seraient aussi efficaces que des obus de 152 mm en matière de vélocité et dispersion de shrapnel, par exemple l'OF-49 pourrait disperser environ 3500 éclats d'obus à une vitesse de 1 800 m/s,. Le 2B16 est également compatible avec toutes les munitions de mortier de 120 mm mais également avec les munitions guidées Kitolov-2M (en) et KM-8 Gran (en). Il peut également tirer un obus équipé d'un moteur de fusée miniature ce qui lui permet d'atteindre sa cible à une distance de 13 km, avec des obus classique sa portée se situe entre 7 km et 8,5 km.

## Historique
Il a été utilisé la première fois lors de la deuxième guerre de Tchétchénie. Le canon a été utilisé pendant la guerre du Donbass ainsi que lors de l'invasion russe de l'Ukraine en 2022 par les deux belligérants.

## Opérateurs
- Russie
- Ukraine[6]